# Alicia de Lorena
Alicia de Lorena (en francés, Alix de Lorraine; 1145 - 1200) fue una noble francesa del siglo XII, hija de Mateo, duque de Lorena y de Judit de Hohenstaufen, también llamada Berta (1123-1195).
Se casó en primeras nupcias en 1165, con Hugo III (1148-1192), duque de Borgoña, de quien tuvo tres hijos:
- Eudes III (1166-1218), duque de Borgoña.
- Alejandro (1170-1205), señor de Montagu, autor de la rama de los señores de Montagu.
- Dulce (1175-ap. 1219), casada en 1196 con Simón de Sémur (m. en 1219), señor de Luzy.
- Alicia (m. en 1177), casada con Béraud VII, señor de Mercœur.

Hugo la repudió en el año 1183.